# Afrodite Uranias tempel i Aten
Afrodite Uranias tempel i Aten var ett tempel i det antika Aten i Grekland, tillägnad Afrodite under hennes epitet Urania. 
Templet grundades på 400-talet f.Kr. Det stängdes troligen under förföljelserna mot hedningarna vid kristendomens införande på 300-talet. Endast några stenar återstår. 
Pausanias beskrev templet under 100-talet. Han uppger att det innehöll en kultstaty av Afrodite skulpterad av Fidias.